# Corey Tropp
Corey Tropp (* 25. Juli 1989 in Grosse Pointe Woods, Michigan) ist ein ehemaliger US-amerikanischer Eishockeyspieler, der im Verlauf seiner aktiven Karriere zwischen 2007 und 2021 unter anderem 151 Spiele für die Buffalo Sabres, Columbus Blue Jackets und Anaheim Ducks in der National Hockey League (NHL) auf der Position des rechten Flügelstürmers bestritten hat. Darüber hinaus absolvierte Tropp weitere 400 Partien in der American Hockey League (AHL).

## Karriere

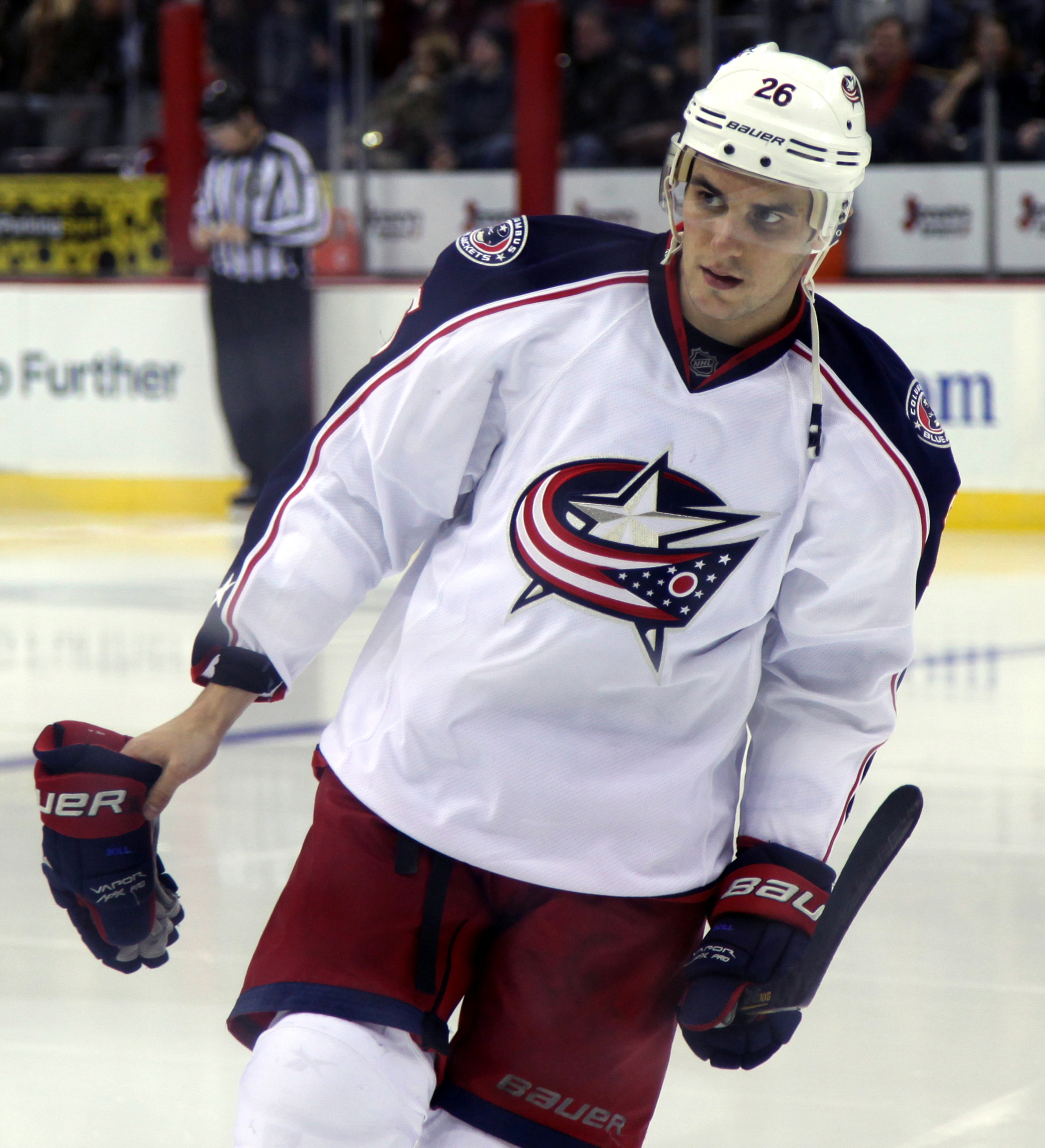
Tropp im Trikot der Columbus Blue Jackets (2013)

Tropp begann seine Karriere bei den Sioux Falls Stampede in der United States Hockey League (USHL), für die er von 2005 bis 2007 aktiv war. In der Saison 2006/07 gewann er mit den Stampede den Clark Cup, die Meisterschaftstrophäe der USHL. Anschließend wurde Corey Tropp beim NHL Entry Draft 2007 in der dritten Runde an insgesamt 89. Position von den Buffalo Sabres ausgewählt. Nach dem Draft besuchte er drei Jahre die Michigan State University und spielte für deren Eishockeyteam, den Michigan State Spartans, in der Central Collegiate Hockey Association (CCHA). Am Ende seiner letzten Juniorensaison 2009/10 wurde der Offensivakteur in das CCHA Second All-Star-Team gewählt. Am 6. Juli 2010 unterschrieb Tropp einen Einstiegsvertrag bei den Buffalo Sabres.
Seine erste Saison als Profispieler verbrachte er komplett bei Buffalos Farmteam, den Portland Pirates, in der American Hockey League (AHL). Seinen ersten Einsatz in der National Hockey League (NHL) hatte Tropp am 4. November 2011 bei einer Partie der Sabres gegen die Calgary Flames. Sein erstes Tor erzielte er zwei Spiele darauf am 8. November gegen Torwart Ondřej Pavelec von den Winnipeg Jets. Insgesamt absolvierte Corey Tropp in der NHL-Saison 2011/12 34 Partien für die Buffalo Sabres, dabei gelangen ihm acht Scorerpunkte. Zusätzlich kam er in 27 AHL-Spielen für Buffalos neues Farmteam Rochester Americans zum Einsatz. In der Saison 2013/14 stand er zu Beginn im Aufgebot der Sabres, wurde jedoch Ende November zurück in AHL geschickt, um für den neu verpflichteten Matt D’Agostini Platz im Kader zu schaffen. Als er den Waiver passieren sollte, wurde er von den Columbus Blue Jackets verpflichtet.
Im Juni 2015 wurde er samt Marko Daňo, Artjom Anissimow, Jeremy Morin und einem Viertrunden-Wahlrecht für den NHL Entry Draft 2016 zu den Chicago Blackhawks transferiert. Die Blue Jackets erhielten im Gegenzug Brandon Saad, Alex Broadhurst und Michael Paliotta. Die Blackhawks gaben ihn in der Folge während der Saisonvorbereitung an ihr AHL-Farmteam, die Rockford IceHogs, ab. Bereits im Oktober wurde er jedoch leihweise zu den Albany Devils transferiert. Im Februar 2016 gaben die Blackhawks die NHL-Rechte an Tropp an die Anaheim Ducks ab und erhielten im Gegenzug Tim Jackman sowie ein Siebtrunden-Wahlrecht für den NHL Entry Draft 2017. Für die Ducks kam er in der Folge hauptsächlich bei deren Farmteam, den San Diego Gulls, in der AHL zum Einsatz. Nachdem er am Ende der Saison 2017/18 keinen neuen Vertrag in Anaheim erhalten hatte, unterzeichnete er im Juli 2018 einen auf die AHL beschränkten Kontrakt bei den San Diego Gulls.
Im Januar 2021 gaben die Straubing Tigers aus der Deutschen Eishockey Liga die Verpflichtung des Rechtsschützen für die Saison 2020/21 bekannt. Das bayerische Team war damit die erste Station Tropps in Europa. Im Juli 2021 wurde der Wechsel Tropps zu den Vienna Capitals in die ICE Hockey League bekannt gegeben. Nachdem der Vertrag des US-Amerikaners dort Anfang Dezember 2021 aufgelöst worden war, zog er sich aus dem aktiven Profisport zurück.

## Erfolge und Auszeichnungen
- 2007 Teilnahme am USHL All-Star-Game
- 2007 Clark-Cup-Gewinn mit den Sioux Falls Stampede
- 2010 CCHA Second All-Star Team

## Karrierestatistik
(Legende zur Spielerstatistik: Sp oder GP = absolvierte Spiele; T oder G = erzielte Tore; V oder A = erzielte Assists; Pkt oder Pts = erzielte Scorerpunkte; SM oder PIM = erhaltene Strafminuten; +/− = Plus/Minus-Bilanz; PP = erzielte Überzahltore; SH = erzielte Unterzahltore; GW = erzielte Siegtore; 1 Play-downs/Relegation; Kursiv: Statistik nicht vollständig)